# Petri Endre
Petri Endre, Politzer (Budapest, Erzsébetváros, 1907. május 29. – Budapest, Terézváros, 1975. április 28.) Liszt Ferenc-díjas zongoraművész, egyetemi tanár.

## Élete
Politzer Gyula (1864–1936) postafelügyelő és Dietrich Anna Zsófia fia. A Zeneművészeti Főiskolán zongorázni Senn Irénnél és Dohnányi Ernőnél, zeneszerzést Kodály Zoltánnál tanult. 1927-ben tanári diplomát szerzett. 1931-től rendszeresen fellépett szólistaként, kamaramuzsikusként és zongorakísérőként itthon és külföldön. Pályájának kezdetén tagja volt a Budapest Triónak, majd évekig Szigeti József hegedűművész partnere volt, akivel többször fellépett Afrikában és Amerikában is. 1939. január 9-én Szigetivel és Benny Goodman klarinétművésszel a New York-i Carnegie Hallban előadta Bartók Béla Kontrasztok című művét. Az 1940-es évek elején közreműködött a Kis Filharmónia ifjúsági koncertjein. 1945 előtt nem vállalt állást. A második világháború után a Magyar Állami Operaház első korrepetitora lett, de mivel karmesterként nem dolgozhatott, kilépett az Operaház kötelékéből. 1953-tól haláláig a Liszt Ferenc Zeneművészeti Főiskolán kamarazenét tanított. Számos zongoramű, így Szelényi István Summa vitae című zongoraversenye és több kamaramű bemutatása fűződik nevéhez.

## Magánélete
Első házastársa Rákos Etelka, "Etus" zongoratanárnő volt, Rákos Mandl Miksa és Hálm Julianna lánya, akit 1931. december 24-én Újpesten vett nőül. Második felesége 1952-től haláláig Reiner Viola Julianna (később Halász Tamásné, 2001-ben hunyt el) volt.

## Díjai, elismerései
- Munka Érdemérem (1953)
- Liszt Ferenc-díj (1957)
- Érdemes Művész (1964)
- Munka Érdemrend ezüst fokozata (1967)
- Munka Érdemrend arany fokozata (1972)